# Comuna Văcăreni, Tulcea
Văcăreni este o comună în județul Tulcea, Dobrogea, România, formată numai din satul de reședință cu același nume.

## Demografie
Componența etnică a comunei Văcăreni
     Români (95,14%)
     Alte etnii (0,36%)
     Necunoscută (4,5%)
Componența confesională a comunei Văcăreni
     Ortodocși (94,43%)
     Alte religii (0,46%)
     Necunoscută (5,11%)
Conform recensământului efectuat în 2021, populația comunei Văcăreni se ridică la 1.956 de locuitori, în scădere față de recensământul anterior din 2011, când fuseseră înregistrați 2.201 locuitori. Majoritatea locuitorilor sunt români (95,14%), iar pentru 4,5% nu se cunoaște apartenența etnică. Din punct de vedere confesional, majoritatea locuitorilor sunt ortodocși (94,43%), iar pentru 5,11% nu se cunoaște apartenența confesională.

## Politică și administrație
Comuna Văcăreni este administrată de un primar și un consiliu local compus din 11 consilieri. Primarul, George Năstase[*], de la Partidul Național Liberal, este în funcție din 1 noiembrie 2024. Începând cu alegerile locale din 2024, consiliul local are următoarea componență pe partide politice:
|  | Partid                    | Consilieri | Componența Consiliului | Componența Consiliului | Componența Consiliului | Componența Consiliului | Componența Consiliului | Componența Consiliului | Componența Consiliului |
|  | ------------------------- | ---------- | ---------------------- | ---------------------- | ---------------------- | ---------------------- | ---------------------- | ---------------------- | ---------------------- |
|  | Partidul Național Liberal | 7          |                        |                        |                        |                        |                        |                        |                        |
|  | Partidul Social Democrat  | 4          |                        |                        |                        |                        |                        |                        |                        |

## Personalități
- Stelian Cucu (1904 - 1985), poet și publicist